# Tout le monde en parle
Tout le monde en parle was een populair Frans televisieprogramma, dat van 19 september 1998 tot 8 juli 2006 op zaterdagavond werd uitgezonden op France 2. Het was een praatprogramma, gepresenteerd door Thierry Ardisson. De productrice was Catherine Barma.
In het eerste seizoen (1998-1999) bracht het programma nog maatschappelijke debatten, maar daarna werd het een praatprogramma, waarin bekende persoonlijkheden uit de actualiteit werden ontvangen. Elke uitzending duurde een drietal uur, waarin de gasten vertelden over hun leven en er hun actuele bezigheden presenteerden. Het programma onderscheidde zich van veel andere praatshows door een groot aantal eigenheden, zoals specifieke, vaak humoristische, gewoonten, catchphrases, openingszinnen, jingles, thema's en de originele manieren waarop de gasten werden geïnterviewd, zoals het interview nulle, interview mensonge, interview si j'étais..., interview magazine féminin, enz. In het programma werd geen blad voor de mond genomen en werd ook provocatie niet geschuwd, zodat het programma al gauw een reputatie kreeg en populair werd.
Omwille van een geschil met de president van France Télévisions, Patrick de Carolis, over een nieuwe exclusiviteitsclausule voor presentatoren van de publieke omroep, verliet Thierry Ardisson de zender. Ardisson wilde immers niet zomaar zijn ander programma, 93, Faubourg St Honoré op de zender Paris Première opgeven. Tout le monde en parle kende zo na acht seizoenen een abrupt einde op 8 juli 2006 en werd in september opgevolgd door het programma On n'est pas couché, gepresenteerd door Laurent Ruquier.
Sinds september 2004 werd in Canada een gelijknamige Quebecse versie van het programma gemaakt voor Télévision de Radio-Canada. Ook in andere landen kende het concept later navolging. Zo waren er een Libanese versie Hadith El Balad, een Algerijnse versie Saraha raha en een Albanese Zonë e Lirë.